# Aristobule III
Pour les articles homonymes, voir Aristobule.
Aristobule III ou Jonathan Aristobule, connu dans la tradition hébraïque sous le nom de Jonathan, né en 53 et mort en 35 av. J.-C. à Jéricho, est le dernier représentant et grand prêtre de la dynastie hasmonéenne. Nommé au grand-pontificat du Temple de Jérusalem à dix-sept ans, sa popularité entraîne son assassinat après quelques mois par son beau-frère, le roi Hérode le Grand.

## Biographie

### Origines et famille
Aristobule est le fils de l'hasmonéen Alexandre II, un des fils d'Aristobule II, et d'Alexandra l'Hasmonéenne, une des filles d'Hyrcan II. Sa sœur Mariamne l'Hasmonéenne est la deuxième épouse d'Hérode le Grand.

### Intrigues hérodiennes
Après l'exécution d'Antigone II Mattathiah par Marc Antoine, la grande prêtrise d'Israël est vacante. Le roi Hérode le Grand, dont la famille est issue de princes nabatéens et iduméens convertis au judaïsme ne peut prétendre à la fonction de grand-prêtre mais entend exercer la maîtrise sur le sacerdoce. L'ancien grand-prêtre et roi hasmonéen, Hyrcan II, ne peut plus non plus reprendre la charge du Temple depuis qu'Antigone lui a fait couper les oreilles. La fonction sacerdotale et le pouvoir politique sont ainsi séparés pour la première fois depuis plusieurs siècles de domination hasmonéenne.
L'origine hasmonéenne d'Aristobule, petit-fils d'Hyrcan, le prédestine ainsi à occuper cette fonction mais le souverain des juifs, son beau-frère, redoute la popularité des hasmonéens parmi le peuple et nomme Hananel - issu d'une obscure famille sacerdotale d'origine babylonienne ou égyptienne - à la fonction.
Cet écartement des hasmonéens du Temple semble indisposer Alexandra et Mariamne, la mère et la sœur du jeune Aristobule. Flavius Josèphe rapporte un épisode selon lequel cette dernière aurait fait appel à Cléopâtre pour qu'elle intercède auprès de Marc Antoine qui, après qu'on lui eut vanté la prestance et la grâce du jeune prince, aurait demandé à le rencontrer en Égypte. Hérode alarmé par les conséquences qu'une telle visite pourrait avoir au cas où le jeune homme s'attire les faveurs du triumvir en aurait dissuadé Marc Antoine, faisant valoir que si Aristobule quittait la Judée, des émeutes anti-romaines risquaient d'éclater. Cet épisode de Josèphe est douteux et semble brodé d'une part des intrigues de Salomé, sœur d'Hérode, contre Mariamne et les hasmonéens, et d'autre part d'un conseil qu'aurait donné Cléopâtre à Alexandra d'envoyer son fils à Marc Antoine, dans le cadre des intrigues que la reine égyptienne mène pour s'approprier les territoires d'Hérode.

### Sacerdoce et assassinat

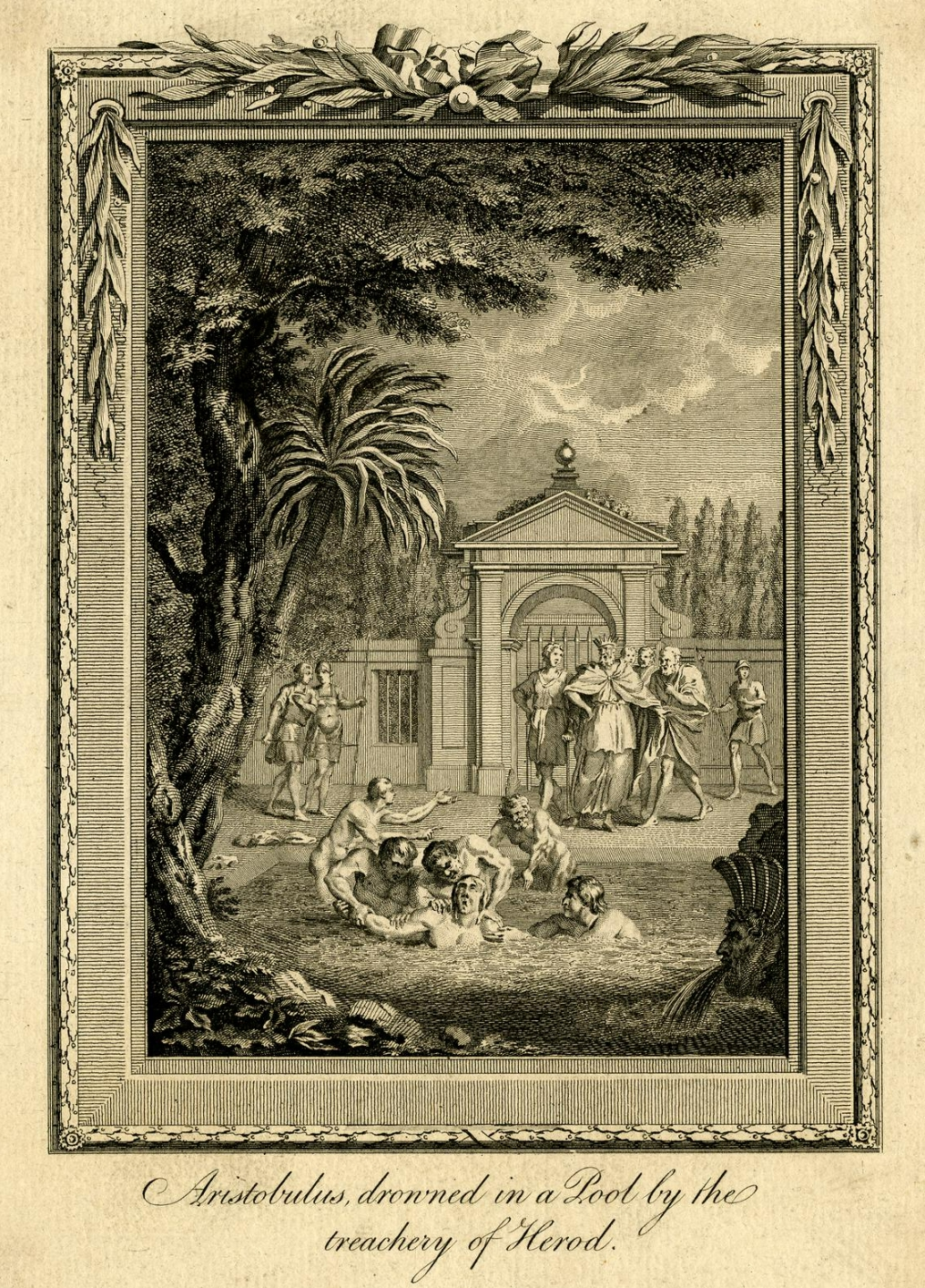
Aristobule noyé traîtreusement dans un bassin par Hérode, eau-forte de William Walker, c. 1775-1780, British Museum.

Quoi qu'il en soit, en 35 av. J.-C., Hérode substitue Aristobule à Hananel, que ce soit pour le garder sous son emprise ou empêcher la visite à Marc Antoine. Néanmoins un tel geste est rempli d'une signification qu'Hérode ne peut ignorer qui fait d'Aristobule, dernier petit-fils d'Hyrcan, son héritier potentiel sans qu'il soit lié par le sang à Hérode. De plus, le jeune grand-prêtre pourrait cristalliser les aspirations séditieuses des nationalistes sadducéens et créer une situation insurrectionnelle contre Rome.
Lorsqu'il apparaît pour la première fois devant le peuple revêtu des habits sacerdotaux lors de la fête des Tabernacles, le dernier rejeton hasmonéen est accueilli par des manifestations de liesse et d'affection populaire qui louent sa grâce et le font comparer au roi David lui-même. Il est vraisemblable qu'Hérode ait vu là une menace supplémentaire contre son pouvoir et décide alors de le faire assassiner : Aristobule est bientôt noyé par des hommes d'Hérode au cours d'une fête en sa présence dans des bains du palais royal de Jéricho. Hananel reprend la charge et Hérode feint d'être éploré, organisant des funérailles somptueuses mais qui ne font guère illusion.

### Conséquences
Averti par Alexandra qui demande vengeance, Marc Antoine convoque Hérode pour des explications. Celui-ci, porteur de présents pour le romain qui doit financer une nouvelle campagne en Mésopotamie contre les Parthes, est disculpé et confirmé dans son titre, Marc Antoine ne pouvant par ailleurs se permettre un conflit sur ses arrières.
La disparition d'Aristobule marque la fin de la succession de la grande-prêtrise au sein d'une famille sacerdotale privilégiée ainsi que sa dimension viagère et héréditaire. La fonction devient un instrument de politique intérieure et c'est au total huit grand prêtres qui se succèdent durant le règne d'Hérode, relégués progressivement au rôle de fonctionnaires du culte tandis qu'Hérode se charge de la garde des habits cérémoniaux, privilège que conserveront les romains à sa suite jusqu'en 36 apr. J.-C.